# David White
David White (Denver, 4 aprile 1916 – Los Angeles, 27 novembre 1990) è stato un attore statunitense.
Noto in particolare per aver interpretato il ruolo di Larry Tate nella serie televisiva Vita da strega.

## Biografia

### Gioventù ed esordi
David White nacque a Denver il 4 aprile 1916, dall'unione di John Patrick White ed Alice Deasy, che avevano già due figli, William e Margaret.
Secondo lo United States Federal Census del 1920, la famiglia White risiedette a Durango City (Colorado) e si trasferì successivamente a Blue Springs (Missouri), appena dopo che David ebbe terminato le scuole elementari, frequentate assieme alla futura nota produttrice teatrale Jennifer Reeder.
Stabilitosi in California alla fine degli anni trenta, White studiò arte drammatica presso il Los Angeles College e, dopo avere completato gli studi, divenne attore professionista recitando in alcuni teatri della regione, tra cui il famoso "Pasadena Playhouse". Durante i primi anni della sua carriera artistica, per mantenersi fece anche umili lavori quali l'agricoltore, il camionista e l'usciere al Roxy Theater di New York. Trovo anche impiego presso la “J.H. Taylor Management Company” a New York City, dove ebbe modo di rifiutare un'offerta vantaggiosa di lavoro, con una risposta rimasta celebre: "No grazie, signore, sto per diventare un attore".

### Il teatro
Dopo il servizio militare di quattro anni passato in Marina durante la seconda guerra mondiale, riprese a recitare presso la Cleveland Playhouse e fece il suo debutto a Broadway il 21 gennaio 1949 nella commedia Leaf and Bough, accanto a Charlton Heston, ma la sua performance non ottenne recensioni positive da parte dei critici teatrali di New York, ed egli dovette lasciare la pièce dopo solo tre spettacoli. Ritornò a Broadway nel 1950 con la commedia The Bird Cage, interpretata da Maureen Stapleton.
Nel 1952 White fece il suo debutto in televisione in una puntata della serie antologica The Philco Television Playhouse intitolata Rich Boy, in cui ebbe come coprotagonista Grace Kelly. Durante gli anni cinquanta apparve numerose volte sul piccolo schermo come ospite nelle serie Hallmark Hall of Fame, The Goodyear Television Playhouse, Robert Montgomery Presents e The Phil Silvers Show.
Ritornò nuovamente a Broadway nel 1953 interpretando con Steve Allen la commedia The Pink Elephant, che però terminò dopo soli cinque spettacoli. L'anno seguente la sua carriera teatrale ebbe una svolta grazie al grande successo ottenuto nella commedia The Anniversary Waltz, in cui recitò da coprotagonista accanto a Macdonald Carey e Kitty Carlisle. Lo spettacolo fu rappresentato per ben 611 volte e ricevette riscontri positivi dalla critica.
Nel 1955 partecipò alla commedia A Roomful of Roses, assieme a Patricia Neal, e successivamente recitò in Romanoff and Juliet, messa in scena a Broadway da Peter Ustinov nel 1957, i cui coprotagonisti furono Ustinov, Natalie Schafer (Mrs. Howell in Gilligan's Island) ed Elizabeth Allen (che più tardi avrebbe interpretato il ruolo di moglie di Paul Lynde nello spettacolo televisivo The Paul Lynde Show).
Nel 1957 White fece anche il suo debutto cinematografico con un breve ruolo non accreditato nel dramma Piombo rovente, accanto a Burt Lancaster, Tony Curtis e Barbara Nichols, cui seguì un'altra breve parte nel film La divina (1958), al fianco di Lloyd Bridges.
Dopo essere apparso nella commedia L'appartamento (1960) di Billy Wilder, White trovò il definitivo successo grazie alla televisione, dove divenne protagonista in numerose serie prodotte durante gli anni sessanta, tra cui Gli intoccabili, Io e i miei tre figli, Surfside Six, Hawaiian Eye, Have Gun - Will Travel, Il virginiano, Perry Mason, Il fuggitivo, Indirizzo permanente, Burke's Law, L'ora di Hitchcock e Il mio amico marziano.

### Il successo conVita da strega
Nel 1964 iniziò a interpretare il suo ruolo televisivo forse più celebre nella sitcom Vita da strega, impersonando Larry Tate, il capufficio di Darrin Stephens. Durante le otto stagioni della serie, White apparve in 157 episodi mentre di uno, Sam's Double Mother Trouble del 1969, fu anche il regista. Commentando gli anni passati sul set di Vita da strega e l'incisiva interpretazione che diede di Larry Tate, White così commentò in un'intervista a Herbie J. Pilato, pubblicata nel 2005: "...Accettai la parte perché credo nel valore dell'onestà, proprio al contrario di Larry Tate. Non ho la doppia faccia, mentre lui, l'aveva. Avevo più integrità morale di quanta ne potesse avere Larry. Mi sentivo più intelligente e possessore di maggiore capacità di valutazione. Dovevo sminuire me stesso per interpretare Larry Tate, che io vedevo come una persona molto insicura e brillante solo in certe situazioni. Era comunque sufficientemente intelligente da attorniarsi di persone di cui sfruttava le capacità che lui non possedeva, come Darrin.
Non sono nato per interpretare Larry. Ho dovuto crearlo da zero. Quando si recita comicamente e si fingono situazioni esilaranti, le si interpreta come se fossero vere e le si sviluppa al massimo che si riesce. Ma non esasperandole. Quando interpretavo Larry, benché fosse un personaggio divertente, non ho mai cercato di essere divertente. Per me recitare significa assecondare le necessità del personaggio che si sta impersonando, e non quelle dell'attore. Comunque la cosa che hanno in comune attore e personaggio è che entrambi hanno bisogno l'uno dell'altro. Uno realmente cattivo, che non ha la benché minima struttura morale e che arriva ad ingannare o ad annientare qualcuno. Larry era egoista, ma non a quegli estremi. Se si può dire qualcosa su di lui, è che era rimasto un bambino mai cresciuto...".
Nell'intervista White dichiarò anche che i suoi episodi preferiti di Vita da strega erano The Moment of Truth, Bewitched, Bothered and Infuriated, e Toys in Babeland, l'ultimo dei quali conteneva i suoi momenti preferiti, durante la registrazione della scena dove Larry e il soldatino (interpretato da Jim Brooks) stanno bevendo un drink al bar. Affermò infine che gli piacque molto realizzare gli episodi di Salem durante la settima stagione.

### Star televisiva
White lavorò a più riprese con i coprotagonisti di Vita da strega anche in altre produzioni televisive. Apparve con Alice Pearce (la sig.ra Kravitz), nella puntata Money to Burn della serie antologica Goodyear Television Playhouse (1951), con Elizabeth Montgomery (Samantha Stephens) nell'episodio The Rusty Heller Story della serie Gli intoccabili (1961), e fu coprotagonista assieme a Dick Sargent (il secondo attore a impersonare Darrin Stephens dopo Dick York), nel film Il grande impostore (1961).
Altra apparizione fu quella con Bernard Fox (il dottor Bombay) in un episodio della serie TV Twelve O'Clock High, intitolato The Climate of Doubt (1964).
Curiosamente, il figlio televisivo di Larry e Louise Tate in Vita da strega, Jonathan, fu chiamato come il figlio di David White nella vita reale.
White e Maurice Evans (il padre di Samantha Stephens in Vita da strega) apparvero insieme nel 1972 in un episodio della serie televisiva Search, intitolato The Murrow Disappearance, e di nuovo nel 1973 nell'episodio Solid Gold Kidnapping della serie L'uomo da sei milioni di dollari.
Dopo la conclusione di Vita da strega nel 1972, White continuò ad essere assai ricercato come ospite d'onore in numerose serie televisive. Durante gli anni settanta e ottanta apparve in Missione impossibile, Love, American Style, Adam-12, La strana coppia, The Rookies, Pepper Anderson agente speciale, Colombo, Rhoda, Cannon, Le strade di San Francisco, Agenzia Rockford, What's Happening!, The Mary Tyler Moore Show, nel film per la TV The Amazing Spiderman (in cui interpretò J. Jonah Jameson), Love Boat, Wonder Woman, L'incredibile Hulk, Quincy, New York New York, Remington Steele, A-Team, e nei serial Dallas e Dynasty.
Apparve anche nel film The Happy Hooker Goes to Washington (1977), Dance - Voglia di successo (1985) e Chi più spende... più guadagna! (1985) e, nello stesso periodo, partecipò ad alcune produzioni teatrali locali tramite la sua associazione con il Mark Taper Forum e il Theatre West a Los Angeles, oltre che a Seattle, Washington.
Mergers and Acquisitions, cortometraggio del 1989, fu l'ultima apparizione sugli schermi di David White, e venne dedicato alla sua memoria.

### Vita privata
Dal primo matrimonio con l'attrice Mary Welch, sposata nel 1952), White ebbe un figlio, Jonathan, nato nel 1955. La Welch morì il 31 maggio 1958, all'età di 35 anni, per le complicazioni sopravvenute durante la sua seconda gravidanza. Fu seppellita a San Diego, California, località dove vivevano i suoi genitori.
Dopo la morte della moglie, White si legò sentimentalmente all'attrice Lisa Figus, dalla quale ebbe una figlia, Alexandra, e con la quale recitò nel film televisivo This Wife for Hire (1985), nei panni di Larry e Kate Dunston.
Un'altra grave tragedia familiare colpì White il 21 dicembre 1988. Suo figlio trentatreenne Jonathan morì tragicamente nell'attentato terroristico di Lockerbie sul volo Pan Am 103 nei cieli della Scozia. Il volo, partito dall'aeroporto di Londra - Heathrow e diretto a New York, esplose 35 minuti dopo il decollo a causa di una bomba imbarcata nel vano bagagli dell'aereo da alcuni terroristi libici. L'aereo si squarciò in diverse parti e i resti caddero sopra la cittadina di Lockerbie, causando la morte di tutti i 259 passeggeri a bordo e di altre undici persone colpite dai rottami dell'aereo precipitati al suolo o sui tetti delle case.
Dopo la tragica perdita del figlio, White si ritirò definitivamente dalle scene. Poco tempo dopo l'inizio della prima inchiesta giudiziaria sull'attentato di Lockerbie, il 27 novembre 1990 l'attore morì all'età di 74 anni, stroncato da un attacco di cuore. Le sue ceneri sono conservate presso il cimitero di Hollywood, a fianco di quelle del figlio Jonathan.

## Filmografia parziale

### Cinema
- Piombo rovente (Sweet Smell of Success), regia di Alexander Mackendrick (1957)
- La divina (The Goddess), regia di John Cromwell (1958)
- L'appartamento (The Apartment), regia di Billy Wilder (1960)
- Sunrise at Campobello, regia di Vincent J. Donehue (1960)
- Il grande impostore (The Great Impostor), regia di Robert Mulligan (1961)
- Anche i gangster muoiono (The Lawbreakers), regia di Joseph M. Newman (1961)
- Inferno a Madison Avenue (Madison Avenue), regia di H. Bruce Humberstone (1962)
- The Lollipop Cover, regia di Everett Chambers (1965)
- The Red, White and Black, regia di John Carlos (1970)
- Pistaaa... arriva il gatto delle nevi (Snowball Express), regia di Norman Tokar (1972)
- The Happy Hooker Goes to Washington, regia di William A. Levey (1977)
- Dance - Voglia di successo (Fast Forward), regia di Sidney Poitier (1985)
- Chi più spende... più guadagna! (Brewster's Millions), regia di Walter Hill (1985)

### Televisione
- Lights Out – serie TV, episodio 4x17 (1951)
- The Philco Television Playhouse – serie TV, episodi 3x23-4x09-6x10-6x11 (1951-1954)
- Goodyear Television Playhouse – serie TV, episodi 1x02-1x05-2x08-2x23-3x13 (1951-1954)
- The Alcoa Hour – serie TV, episodi 1x16-2x17 (1956-1957)
- Men of Annapolis – serie TV, episodio 1x07 (1957)
- Mr. Lucky – serie TV, episodio 1x10 (1959)
- Have Gun - Will Travel – serie TV, 4 episodi (1959-1962)
- The Chevy Mystery Show – serie TV, episodio 1x01 (1960)
- June Allyson Show (The DuPont Show with June Allyson) – serie TV, episodi 2x07-2x10 (1960)
- Peter Gunn – serie TV, episodio 2x25 (1960)
- Outlaws – serie TV, episodi 1x07-1x08-2x01-2x17 (1960-1962)
- Ai confini della realtà (The Twilight Zone) – serie TV, episodi 1x23-3x35 (1960-1962)
- Surfside 6 – serie TV, episodi 1x14-2x15 (1961-1962)
- Corruptors (Target: The Corruptors) – serie TV, episodio 1x05 (1961)
- La famiglia Potter (The Tom Ewell Show) – serie TV, episodio 1x20 (1961)
- Michael Shayne – serie TV episodio 1x16 (1961)
- Scacco matto (Checkmate) – serie TV, episodio 1x33 (1961)
- Io e i miei tre figli (My Three Sons) – serie TV, episodio 1x20 (1961)
- Hawaiian Eye – serie TV, episodi 3x07-3x31 (1961-1962)
- Indirizzo permanente (77 Sunset Strip) – serie TV, 2 episodi (1962-1963)
- Il virginiano (The Virginian) – serie TV, episodio 1x19 (1963)
- L'impareggiabile Glynis (Glynis) – serie TV, episodio 1x08 (1963)
- The Dick Powell Show – serie TV, episodio 2x17 (1963)
- Dakota (The Dakotas) – serie TV, episodio 1x14 (1963)
- The Lieutenant – serie TV, episodio 1x07 (1963)
- Mr. Novak – serie TV, episodio 1x07 (1963)
- L'ora di Hitchcock (The Alfred Hitchcock Hour) – serie TV, episodi 1x29-2x15 (1963-1964)
- La grande avventura (The Great Adventure) – serie TV, episodi 1x16-1x20 (1964)
- La legge di Burke (Burke's Law) – serie TV, episodio 1x18 (1964)
- Slattery's People – serie TV, episodio 1x04 (1964)
- Vita da strega (Bewitched) – serie TV, 191 episodi (1964-1972)
- Kojak – serie TV, episodio 1x17 (1974)
- L'Uomo Ragno (The Amazing Spider-Man), regia di E. W. Swackhamer – film TV (1977)

## Doppiatori italiani
Nelle versioni in italiano delle opere in cui ha recitato, David White è stato doppiato da:
- Bruno Persa in Piombo rovente
- Luigi Pavese in L'appartamento
- Pietro Biondi in Vita da strega
- Giorgio Piazza in Pistaaa... arriva il gatto delle nevi
- Sergio Fiorentini in Chi più spende... più guadagna!
- Massimo Corvo in Pistaaa... arriva il gatto delle nevi (ridoppiaggio)